# Anja Rücker
Anja Rücker (Bad Lobenstein, Alemania, 20 de diciembre de 1972) es una atleta alemana, especializada en la prueba de Relevo 4 x 400 metros, en la que llegó a ser medallista de bronce mundial en 1999.

## Carrera deportiva
En el Mundial de Sevilla 1999 ganó la medalla de bronce en los relevos 4 x 400 metros, con un tiempo de 3:22.43 segundos, tras Rusia y Estados Unidos, siendo sus compañeras de equipo: Uta Rohländer, Anke Feller y Grit Breuer.